# Shō Hanai
Shō Hanai (花井 聖 Hanai Shō?, nacido el 10 de noviembre de 1989 en Miyoshi, Aichi) es un futbolista japonés que se desempeña como centrocampista.

## Trayectoria

### Clubes
| Club                | País  | Año         |
| ------------------- | ----- | ----------- |
| Nagoya Grampus      | Japón | 2008 - 2011 |
| Tokushima Vortis    | Japón | 2012 - 2014 |
| V-Varen Nagasaki    | Japón | 2015        |
| Giravanz Kitakyushu | Japón | 2016 -      |

## Estadística de carrera

### J. League
| Club                | Año   | J. League | J. League | Copa J. League | Copa J. League | Total | Total |
| Club                | Año   | Part.     | Goles     | Part.          | Goles          | Part. | Goles |
| ------------------- | ----- | --------- | --------- | -------------- | -------------- | ----- | ----- |
| Nagoya Grampus      | 2008  | 4         | 0         | 1              | 0              | 5     | 0     |
| Nagoya Grampus      | 2009  | 2         | 0         | 0              | 0              | 2     | 0     |
| Nagoya Grampus      | 2010  | 0         | 0         | 4              | 0              | 4     | 0     |
| Nagoya Grampus      | 2011  | 1         | 0         | 0              | 0              | 1     | 0     |
| Tokushima Vortis    | 2012  | 31        | 1         | -              | -              | 31    | 1     |
| Tokushima Vortis    | 2013  | 13        | 0         | -              | -              | 13    | 0     |
| Tokushima Vortis    | 2014  | 5         | 0         | 3              | 0              | 8     | 0     |
| V-Varen Nagasaki    | 2015  | 23        | 1         | -              | -              | 23    | 1     |
| Giravanz Kitakyushu | 2016  | 12        | 0         | -              | -              | 12    | 0     |
| Giravanz Kitakyushu | 2017  | 29        | 7         | -              | -              | 29    | 7     |
| Total               | Total | 120       | 9         | 8              | 0              | 128   | 9     |